# Tawa (Neuseeland)

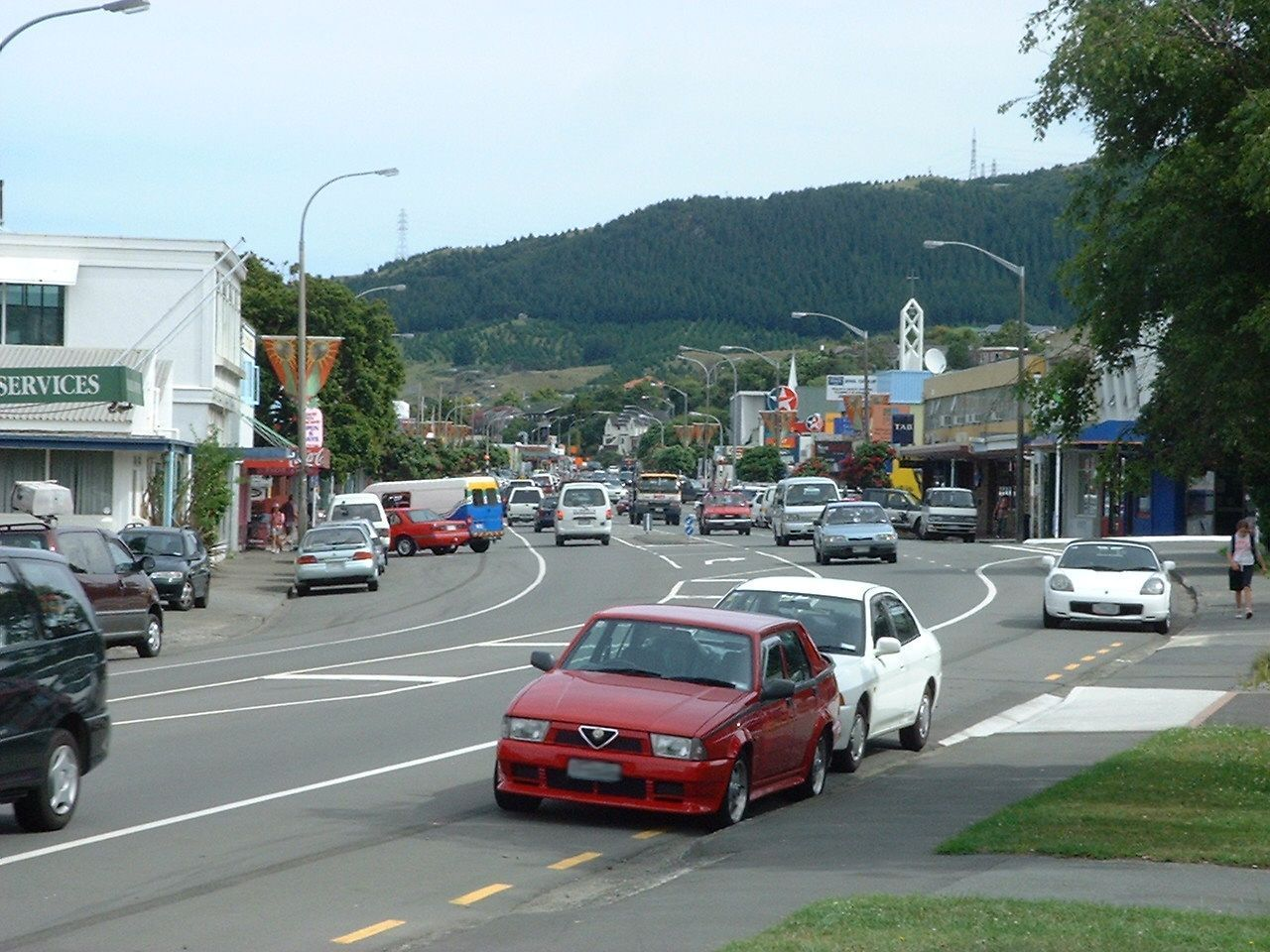
Tawas Haupteinkaufszentrum, Dezember 2005

Tawa ist ein Stadtteil von Wellington, der Hauptstadt von Neuseeland. Er liegt im Norden des Stadtdistrikts an der Distriktsgrenze zu Porirua. Entsprechend der Volkszählung von 2006 hatte Tawa 13.000 Einwohnern.

## Örtliche Regierung
Die Region war ein Teil des Bezirks Tawa Flat, der später zum Bezirk Tawa wurde. 1989 wurde Tawa zur Stadt Wellington City eingemeindet und wählt nun zwei Stadträte und zwei Ratsmitglieder. Die frühere Bürgermeisterin von Wellington, Kerry Prendergast kam aus Tawa.

## Geschichte

### Siedlung
Tawa Flat wurde zuerst von Pākehā besiedelt in der Mitte des 19. Jahrhunderts, unter der Führung von Edward Gibbon Wakefield von der New Zealand Company. Ursprünglich war es in 100- und 1-acre-Blöcke aufgeteilt, ziemlich ähnlich den anderen ersten Ansiedlungen in Neuseeland. Viele östliche Teile von Tawa gehörten einer einzigen Familie, bis der Bedarf an bewohnbarer Fläche größer wurde als der an Ackerfläche. 1951 wurde ein Teil von Tawa mit Linden zusammengelegt. Innerhalb von zwei Jahren wurde daraus der Bezirk Tawa Flat.